# Food Force
Food Force è un videogioco educativo pubblicato dal Programma Alimentare Mondiale delle Nazioni Unite nel 2005. Per i suoi contenuti, viene considerato un serious game (gioco con intenti educativi).  I giocatori devono impegnarsi in diverse missioni con l'obiettivo di distribuire cibo a un Paese colpito dalla carestia aiutandolo a ristabilirsi e a ridivenire autosufficiente. Contemporaneamente essi imparano cos'è la fame nel mondo reale e qual è il lavoro del PAM per prevenirlo.

## Modalità di gioco
Il gioco si svolge nell'isola fittizia di Sheylan, situata nell'Oceano Indiano, che è stata colpita sia da una carestia che da una guerra civile. Il personaggio impersonato dal giocatore è una recluta che si è unita a una squadra di esperti delle ONU, comprendente un nutrizionista, una logista, un pilota responsabile del progetto, e un responsabile dell'acquisto di cibo.
Il gioco prevede sei missioni:
1. Sorveglianza aerea: Localizzare la popolazione affamata volando in elicottero
2. Razioni alimentari energetiche: Creare una dieta bilanciata di riso, olio, fagioli, zucchero e sale mantenendosi entro un budget di soli 30 centesimi al giorno
3. Lanci aerei: lanciare scorte alimentari su una zona bersaglio, compensando la direzione del vento
4. Piano di rifornimento alimentare: coordinare le scorte di cibo acquistato o donato da tutto il mondo
5. Corsa per il cibo: condurre un convoglio alimentare a un deposito, evitando rischi come mine e blocchi stradali
6. Sviluppo agricolo: usare gli aiuti alimentari per aiutare il villaggio a svilupparsi nei prossimi 10 anni, investendo in esso accortamente mediante addestramento nutrizionale, istruzione scolastica, operazioni "cibo in cambio di lavoro" e trattamenti per l'HIV/AIDS.

Gran parte del gioco è di tipo arcade, con sequenze da completare in un certo intervallo di tempo. Le sei missioni possono essere giocate in meno di un'ora, anche se è possibile rigiocare ogni singola missione e i punteggi essere caricati sul server con possibilità di confronto con quelli di giocatori di tutto il mondo.

## Disponibilità
Il gioco è scaricabile liberamente, in versione Windows e Macintosh. Gli utenti Linux possono utilizzare il software Wine per installare la versione Windows del gioco e il Quicktime player incluso nell'installer del gioco. Gli utenti sono incoraggiati a masterizzare il gioco su CD e distribuirlo agli amici. Sviluppato dallo sviluppatore di pc games inglese Playerthree e dalla Società italiana Deepend, il programma utilizza Macromedia per il gioco e QuickTime per i videoclip.
Il sito web Food Force contiene progetti di lezioni per gli insegnanti, rapporti sul lavoro più recente del PAM, una tabella con i punteggi e altre utilità.

## Food Force 2
Food Force 2, basato su Food Force, è stato sviluppato in forma di software libero in accordo alle clausole della versione 3 della GNU General Public License. È interpiattaforma perché scritto in Python, e può girare anche su piattaforme come One Laptop Per Child XO e Sugar desktop environment.  Food Force 2 è disponibile per il download per Linux, Windows e Mac OS X.